# Joviáni a herkuliáni

Štít Herculiani seniores v Notitia Dignitatum

Štít Ioviani seniores v Notitia Dignitatum

Joviáni (latinsky Ioviani) a herkuliáni (Herculiani) byly původně dvě elitní římské legie z provincie Ilýrie zvané Legio V. Iovia a Legio VI. Herculia, které císař Diocletianus (284–305) povýšil na svou osobní císařskou a palácovou gardu (palatina) na místo tradičních pretoriánů. Legie byly pojmenovany podle řecko-římských bohů Jova a Herkula, s nimiž se ztotožnil Diocletianus a jeho spoluvládce Maximianus. Legie získaly po svém povýšení názvy Ioviani a Herculiani.
Důvodem snížení významu Pretoriánské gardy a povýšení dvou spolehlivých legií na císařskou gardu bylo to, že Diocletianus již nesídlil v Římě, nýbrž v maloasijské Nikomédii přibližně 100 km od města Byzantion. Dalším možným důvodem mohlo být i to, že sám Diocletianus z Ilýrie pocházel a zřejmě měl k oběma ilyrským legiím mnohem větší důvěru než k jiným, ať už z hlediska jejich spolehlivosti či loajality. Není možné vyloučit ani to, že císař dlouhodobě zavedeným pretoriánům již zkrátka nedůvěřoval. Pretoriáni měli za sebou zrady i vraždy císařů a sami často bývali zapletení do politiky. Diokleciánův krok učinil pretoriány druhořadými. Na konci jeho vlády sídlila v táboře Castra Praetoria pouze menší posádka pretoriánů.
Po Diokleciánovy byly jednotky joviánů a herkuliánů využívány dalšími císaři v bojích římských armád západní i východní poloviny impéria. V důsledku rozdělení impéria na dvě části došlo také k rozdělení elitních palatinových jednotek herkuliánů a joviánů. Podle dokumentu Notitia Dignitatum obdržely západořímské jednotky přízvisko seniores (Herculiani seniores, Ioviani seniores) neboli starší, zatímco ve východní části se začaly zvát iuniores, tj. mladší. Západním jednotkám měl podle dokumentu velet magister peditum, kdežto velitelem východních měl být magister militum praesentalis. 
Roku 394 se kohorty Herculiani seniores zúčastnily bitvy na řece Frigidus na straně uzurpátora Eugenia proti Theodosiovi. Standarty a štíty herkuliánů měly být vyzdobeny podobiznami zbožštělého héroa Herkula (Hérakla). Roku 398 se kohorty obou západořímských útvarů podílely na potlačení Gildonova povstání v Africe. 